# Kamsé (Pissila)
Pour les articles homonymes, voir Kamsé.
Kamsé est une localité située dans le département de Pissila de la province du Sanmatenga dans la région Centre-Nord au Burkina Faso.

## Économie
L'agro-pastoralisme est l'activité principale de Kamsé qui profite également des projets de la ferme-pilote de Goèma, notamment pour la restauration des terres dégradées, dont 80 ha ont été récupérés en 2018 par les techniques de bocage développées.

## Éducation et santé
Le centre de soins le plus proche de Kamsé est le centre de santé et de promotion sociale (CSPS) de Lebda tandis que le centre hospitalier régional (CHR) se trouve à Kaya. Cependant, un CSPS est construction à Goèma qui doit être ouvert à la fin 2021 et deviendra le centre de référence.
Kamsé possède une école primaire publique.